# 稷山稷王庙
35°36′05″N 110°58′21″E / 35.60139°N 110.97250°E
稷山稷王庙位于中国山西省运城市稷山县城内西大街，是国内规模最大、档次最高、保存最完整的一座祭祀农业始祖后稷的庙宇。2006年被列为第六批全国重点文物保护单位。

## 历史
稷山稷王庙始建于元至正五年（1345年），现存建筑为清道光十六年（1836年，一说道光十年）火灾后重修，至道光二十三年（1843年）由稷山县知事李景椿倡导募捐重建，落成。

## 建筑
稷山稷王庙坐北朝南，占地约4000平方米，中轴线上有山门、献殿、后稷楼、泮池、八卦亭、姜嫄殿，两侧有钟鼓楼，其中姜嫄殿为元代建筑，余为明清所建。
稷山稷王庙恢弘壮丽，且充分体现清代建筑极尽雕琢装饰的风格，柱础、雀替、额枋、斗拱、琉璃脊刹等等，无处不追求极度的精致。
献殿和两侧的钟鼓楼，是稷王庙最华丽的部分。献殿面阔三间14米，进深10米，悬山顶，覆彩色琉璃瓦。献殿东西两侧山墙镶满清道光年间重修时富商捐款的碑刻。西山墙有稷山知事李景椿庆贺重修完成的七言古诗。东山墙描绘稷山八景。献殿前后檐下的雀替为木质浮雕，展现农耕场景。前檐明间雀替描绘后稷教民稼穑，东次间描绘春耕播种，西次间描绘收获谷物。献殿两翼的钟鼓二楼，长宽均为四米，均为重檐十字歇山顶，覆彩色琉璃瓦。
后稷楼紧接献殿，建于2米高的台基上，楼高30米，面阔、进深均为五间，东西长20米，南北宽19米。重檐歇山顶，上覆彩色琉璃瓦。四周回廊宽达3米，有20根石雕擎檐柱，52块雕花石板屏风形栏杆，石雕精美。前檐有两根浮雕盘龙石柱。屋脊饰有三重檐琉璃塔三座。
姜嫄殿面阔三间，进深四椽，悬山顶，琉璃脊饰为明代遗物。殿前有卷棚顶四柱八卦亭和泮池，池上石桥，石雕桥栏。

## 保护
1996年1月12日，稷山稷王庙由山西省人民政府公布为第三批山西省文物保护单位。
2006年5月25日，稷山稷王庙由中华人民共和国国务院公布为第六批全国重点文物保护单位，编号6-0430-3-133。